# Hippolyte Fontaine
Pour les articles homonymes, voir Hippolyte et Fontaine.
Hippolyte Fontaine (1833-1910) est un industriel français qui finança l'inventeur belge Zénobe Gramme, l'inventeur de la dynamo.

## Biographie

### Naissance en 1833
Hippolyte Fontaine est fils de menuisier, né à Dijon le 12 avril 1833 au 56 rue des Godrans. Il est le deuxième d'une famille de treize enfants. Une plaque est apposée sur sa maison natale.
Son prénom complet, tel que l'adjoint au maire Victor Dumay l'écrit au registre d'état-civil est : François-Hypolite. À cette époque, l'orthographe des noms propres n'était pas aussi rigoureusement fixée qu'aujourd'hui. Dans son acte de décès, le prénom est Hippolyte, tel qu'il est orthographié aujourd'hui.

### De 1833 à 1870
Quand il a six ans, son père le met en pension chez un ami, instituteur à Couchey. Doué du point de vue intellectuel, il est en revanche quelque peu handicapé physiquement du fait d’une légère paralysie latente. En 1848,  à l'âge de 15 ans, après avoir suivi l’école préparatoire du Petit Potet, ancêtre du lycée qui aujourd’hui porte son nom, il est admis à l’École des arts et métiers de Châlons-sur-Marne (aujourd'hui Châlons-en-Champagne) où il suit 60 heures d’enseignement par semaine. Il en sort trois ans plus tard classé à un bon rang.
En 1851, il entre dans la vie active et part faire son tour de France comme ouvrier modeleur ou menuisier. À l’époque, on était persuadé qu’il fallait d’abord passer par l’atelier et non par les bureaux. Ce périple l’amène à Lyon où un patron remarque ses compétences dans la compréhension des dessins dont il avait à exécuter les modèles. En 1853, sur les instances de camarades d’école, il est embauché aux ateliers d’Oullins (matériel ferroviaire, charpentes métalliques, dans la banlieue lyonnaise) au bureau de dessin et est nommé rapidement chef de bureau. C’est ici que commence véritablement sa carrière d’ingénieur. En 1857, il rejoint à Paris la maison Cail liée aux ateliers d’Oullins comme chef de travaux. Mais en 1859, il est atteint de paralysie et doit cesser de travailler pendant un an. Il met à profit ce repos forcé pour améliorer ses connaissances et à la suite d'un traitement hydroélectrique auquel il fut soumis, semble-t-il à sa demande, il recouvre l’usage presque complet de ses bras et à un degré moindre celui de ses jambes. Il reprend ses activités en 1860 aux Chemins de fer du Nord puis en 1865 il est retenu comme ingénieur pour la construction des Docks de Saint-Ouen dans la banlieue parisienne. Mais la société des Docks est mise en liquidation en 1870 et il doit se trouver une nouvelle situation. 
Cette même année, il commence l’étude de petits moteurs domestiques ainsi que la publication de la Revue Industrielle, avec un camarade des Arts. La guerre éclate. Il est chargé d’organiser le contrôle et la fabrication des canons dans les usines de Paris puis lors du siège de la capitale il est en outre chargé d’organiser les mesures pour la protection de l’Institut, en prévision des bombardements. À 37 ans, il a déjà une vie bien remplie et riche en événements et expériences.

### Rencontre avec Zénobe Gramme
Zénobe Gramme est né à Jehay-Bodegnée, en Belgique, près de Liège, le 4 avril 1826, d’un père employé des taxes. Il ne termina pas sa scolarité et travailla tôt. Peu instruit, mais esprit inventif, Gramme imagina le collecteur qui lui permit d'obtenir la première dynamo à courant continu présentée le 17 juillet 1871 à l'Académie des Sciences. Il dépose un brevet et recherche un commanditaire.
À la fin de 1871, il prend accord avec le comte d'Ivernois, administrateur des Docks de Saint-Ouen, pour créer une société, la Société des Machines magnéto-électriques Gramme, et le comte d'Ivernois y fait entrer Hippolyte Fontaine en tant que directeur. Fontaine reste administrateur de cette société jusqu'en 1900.
L'alliance de l'inventeur Gramme et de l'industriel Fontaine se révèle extrêmement féconde, par l'adaptation de la dynamo à de multiples usages industriels dans une industrie électrique naissante. Un des premiers clients est la société Christofle pour la galvanoplastie à l'argent.
Zénobe Gramme est mort à Bois-Colombes, dans l'actuel département des Hauts-de-Seine, le 20 janvier 1901.

### 1873: l'expérience décisive
En 1873, à l'Exposition universelle de 1873 à Vienne (Autriche), les circonstances amènent Hippolyte Fontaine à réaliser en public la première application industrielle de la transmission électrique des forces.
Hippolyte Fontaine est doublement présent en Autriche, à la fois au titre de la Société Gramme dont il est l’administrateur et qui expose ses machines génératrices de courant, et comme inventeur de petits moteurs domestiques. Alors qu’il n’avait pas encore quarante ans, sa rencontre, après la guerre de 1870, avec l’inventeur belge Zénobe Gramme a été en effet décisive quant à son avenir. Le comte d’Ivernois, administrateur des Docks de Saint-Ouen, entreprise dans laquelle avait travaillé Fontaine comme ingénieur responsable de travaux avant la guerre franco-allemande, avait accepté de commanditer la création de la nouvelle société des machines magnéto-électriques Gramme. Ces deux hommes d’origine si différente étaient faits pour se comprendre et s’estimer : l’un, Gramme, avait le tempérament de l’inventeur, l’autre, Fontaine, celui du réalisateur et de l’industriel, c’est là tout le secret de la réussite exceptionnelle de leur association, qui dura plus de trente ans, et la société nouvellement créée allait connaître un développement très rapide.
La Société présente deux machines Gramme, une dynamo génératrice pour galvanoplastie, actionnée par un moteur à gaz, et une autre réceptrice alimentée par une batterie de piles destinée à mettre en mouvement une pompe centrifuge faisant fonctionner une cascade. Ce dernier dispositif a pour but de montrer la réversibilité de la dynamo, que Fontaine vient de mettre en évidence. 

#### Une découverte accidentelle
L’empereur d’Autriche avait annoncé sa visite mais la batterie de piles est malheureusement en panne. Fontaine ne disposant que de la dynamo génératrice pour alimenter la seconde dynamo, mais dont la tension de service est bien inférieure à la tension de la première, a l’idée de provoquer une chute de tension en intercalant entre les deux un câble de cuivre d’une longueur suffisante, soit deux kilomètres, jusqu’à ce que la pompe tourne à sa vitesse normale : il vient de montrer qu’il est possible de transporter l’énergie alors que production et utilisation d’électricité étaient confinées jusqu’alors dans les mêmes lieux.

### 1881: l'Exposition Internationale d'Électricité
L'Exposition internationale d'Électricité se déroule à Paris, au Palais de l’Industrie, construit pour l’exposition universelle de 1855 et situé à l’emplacement actuel du Petit Palais, du 11 août au 20 novembre 1881. Hippolyte Fontaine joue un rôle déterminant en fédérant les actions des dirigeants des différentes sociétés d’électricité ou de construction d’appareils télégraphiques ou scientifiques ainsi que des nombreux inventeurs attirés par l’électricité. En 1910, au moment du décès de Fontaine, Jules Carpentier déclare au nom du Syndicat Professionnel des Industries Électriques que " si Georges Berger [commissaire général de l'exposition] fut le cerveau de l’exposition de 1881, Fontaine en fut l’âme ". Ayant accueilli 880 000 visiteurs, la manifestation est bénéficiaire et Fontaine fait affecter le reliquat de 325 000 francs à la fondation du Laboratoire Central d’Électricité qui deviendra ensuite LCIE Bureau Veritas.
En ce qui concerne l’éclairage de l’exposition, une première en la matière, Georges Berger considérait qu’il ne pouvait pas être consenti de monopole, l’exposition devant être avant tout un lieu de comparaison des différents systèmes existants. Si les exposants installent leurs propres matériels, ils sont donc invités à apporter leur concours pour l'éclairage général. Hippolyte Fontaine, en s’appuyant sur la jeune chambre syndicale des électriciens qu’il a fondée en 1879, constitue à cet effet un syndicat qui regroupe les divers exposants intéressés et en assure la présidence. La force motrice est fournie gratuitement pour la part que chaque participant prend à l’éclairage général. Le syndicat se rémunère de ses dépenses d’installation et d’exploitation par un prélèvement de 0,50 franc sur les entrées à partir de huit heures du soir (le prix du billet d’entrée est de 1,50 franc).Un congrès international des électriciens, la première réunion de ce type, organisé par le Gouvernement Français sous l’autorité du Ministre des Postes et Télégraphes, se tient à cette occasion, du 15 septembre au 5 octobre, et regroupe 256 délégués appartenant à 26 pays. Pour situer son importance, il faut se souvenir qu’à l’époque il n’y a encore aucune unité admise unanimement en électricité. Or, après bien des discussions et des querelles de chapelles, l’ohm, l’ampère, le volt, le coulomb et le farad voient officiellement le jour les 17 et 20 septembre 1881.Compte tenu du succès de l’exposition et du congrès, le Parlement vote un contingent inusité de distinctions honorifiques et Hippolyte Fontaine est fait chevalier de la Légion d’Honneur en tant que Président du syndicat de l’éclairage électrique et de la force motrice, Président de la chambre syndicale d’électricité, membre du congrès, de la commission d’organisation et du comité technique de l’exposition.

### 1889: l'Exposition Universelle
Le symbole de l'exposition universelle de 1889, qui se déroule du 6 mai au 6 novembre sur le Champ de Mars et l'esplanade des Invalides, est la Tour Eiffel. Mais l’exposition fournit l’occasion aux électriciens de renouveler leur campagne de promotion. Pour la première fois, une classe de l’exposition leur est totalement consacrée. Hippolyte Fontaine, qui joue un rôle primordial dans la réalisation de l’installation d’éclairage, pourra écrire à l’issue de la manifestation « qu’elle possédait la plus grande installation d’éclairage électrique connue ».
La victoire de l’électricité relève surtout du domaine de la fête avec les décorations lumineuses. Les fontaines lumineuses, entre autres celle représentant « La France éclairant le monde », sont une des grandes attractions de l’exposition et donnent lieu à des comptes-rendus dithyrambiques dans la presse. Comme en 1881, le Gouvernement français prend l’initiative de convoquer le deuxième congrès international d’électricité qui se déroule du 24 au 31 août sous la présidence d’E. Mascart. Hippolyte Fontaine est vice-président de la section concernant les « Applications industrielles » et à ce titre, il présente un rapport préliminaire soumis aux délibérations du congrès, sur l’état de la technique en matière d’éclairage électrique. Il relève que « les États-Unis possèdent autant de foyers électriques que le reste du monde ». La section « Mesures et Unités » propose quant à elle au congrès l’adoption de deux nouvelles unités, le joule et le watt. Le succès de l’exposition conduit le gouvernement à accorder un certain nombre de distinctions et Hippolyte Fontaine est élevé au grade d’officier de la Légion d’Honneur.

### 1900: l'Exposition Universelle
L’exposition universelle de 1900, du 15 avril au 12 novembre, constitue l’apogée des manifestations du XIXe siècle. L’affluence y bat tous les records : plus de quarante huit millions de visiteurs, soit seize millions de visiteurs de plus qu’en 1889, un chiffre colossal compte tenu des moyens de transport de l’époque. L’exposition lègue à la capitale outre le Petit et le Grand Palais, les deux gares d’Orsay et des Invalides, le pont Alexandre-III et la première ligne de métro enfin ouverte entre la porte Maillot et la porte de Vincennes.
En 1900, Hippolyte Fontaine est âgé de 67 ans. Même s’il ne joue pas un rôle aussi actif que lors des deux expositions précédentes, il continue à exercer une influence prépondérante dans le milieu des électriciens et inspire les plus importantes décisions. L’éclairage comporte surtout des lampes à arc, l’éclairage à incandescence étant employé pour l’ornement ou l’éclairage intérieur. La détermination du nombre de lampes à installer pour obtenir l’effet voulu est assez difficile, car les ingénieurs manquent de données exactes et ils utilisent les informations publiées par Hippolyte Fontaine en 1889.
La porte principale d’accès à l’exposition, dite "Porte Monumentale" située Place de la Concorde, ne comporte pas moins de 3 200 lampes à incandescence et 40 lampes à arc. Il en est de même du Palais de l'Électricité qui est surmonté d’une crête lumineuse avec en son centre, une statue de 6,5 mètres de hauteur représentant la fée Électricité debout sur un char. L’illumination de cette crête qui fait d’elle une grande pièce de feu d’artifice, et du château d’eau situé en façade du palais de l’électricité mobilise 7 200 lampes à incandescence et 17 lampes à arc.

### Le château de Monte-Cristo
Alexandre Dumas père (1802 - 1870) connaît un grand succès populaire en 1844 avec son roman le Comte de Monte-Cristo. Il se fait alors construire un extravagant château sur une colline qui domine la Seine, sur l'actuelle commune du Port-Marly (Yvelines), le château de Monte-Cristo. La prodigalité du maître de maison entraîne dès 1849 la vente du château. En 1894, Hippolyte Fontaine, âgé de 61 ans, administrateur de la société Gramme depuis ses débuts en 1871, membre influent du milieu naissant de l'électricité, est un homme riche. Il acquiert, avec son épouse Jeanne Villeret, le château de Monte-Cristo. Le domaine retrouve sa splendeur, et Hippolyte Fontaine emploie alors deux jardiniers, un cocher et une femme de chambre. Il électrifie le château, bien sûr ! Lors du décès de son épouse en 1903, le château revient à la fille que celle-ci avait eue d'un premier mariage, Marthe Bordas. Aujourd'hui, le château, propriété des communes de Marly, Le Port-Marly et Le Pecq, abrite le musée de la Société des amis d'Alexandre Dumas (SAAD).

### Mort
Hippolyte Fontaine est mort à Hyères (Var) le 17 février 1910, à l'âge de 76 ans.  Il a fini sa vie sur la côte méditerranéenne alors uniquement vouée au tourisme d'hiver, Hyères est une cité brillante, au climat doux et bienfaisant, qui accueille des célébrités. L'avenue des Îles-d'Or, où s'est éteint Hippolyte Fontaine, fait référence à l'ancienne dénomination des îles d’Hyères (île de Porquerolles, île de Port-Cros, île du Levant).
Hippolyte Fontaine est enterré au cimetière du Montparnasse à Paris.

## Publications
- Description des machines les plus remarquables et les plus nouvelles à l'Exposition de Vienne en 1873... précédée d'une notice sur les progrès récents de la métallurgie, Baudry (Paris) - 1874
- Éclairage à l'électricité, 1re éd., Paris, J. Baudry, éditeur, 1877. On doit noter une irrégularité : l'ouvrage est daté de 1877 en couverture et en page de titre, alors que l'auteur fait état de l'exposition de 1878 au Trocadéro (p. 14).
- Les moteurs domestiques, Revue Scientifique No 46 - 15 mai 1880
- Électrolyse. Renseignements pratiques sur le nickelage, le cuivrage, la dorure, l'argenture, l'affinage des métaux et le traitement des minerais au moyen de l'électricité, Baudry et Cie - 1892 (1re éd., 1885). Texte en ligne disponible sur LillOnum
- Expériences de transport de force au moyen des machines dynamo-électriques couplées en série, La Lumière électrique 1re série, vol. 22, no 40-52, p. 271-1886
- Sur le transport des forces. Réponse à M. Deprez, La Lumière électrique 1re série, vol. 22, no 40-52, p. 363-1886
- Les industries électriques, La Science illustrée No 70 - 30 mars 1889

## Hommage posthume: le lycée Hippolyte-Fontaine

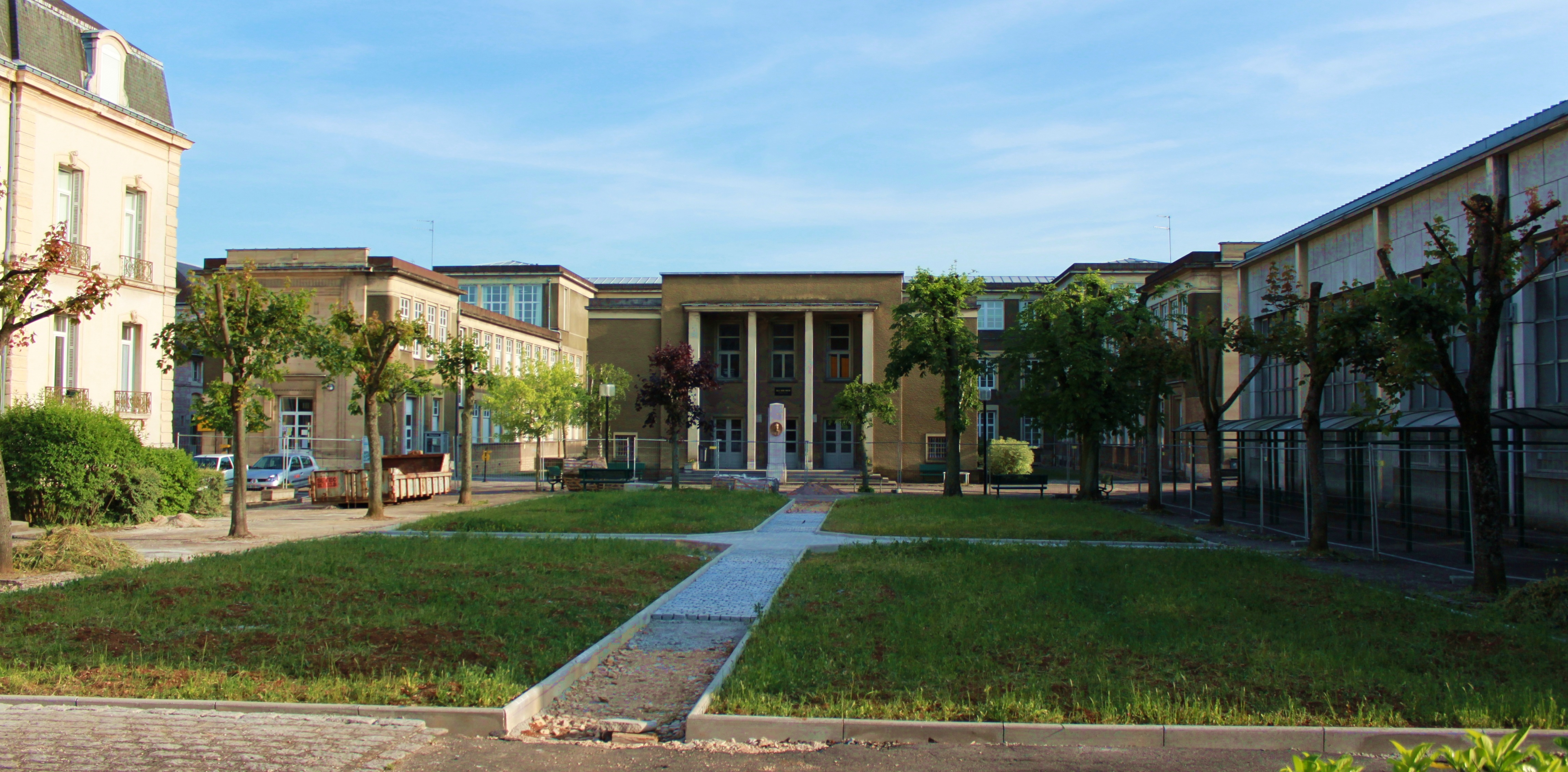
Lycée Hippolyte-Fontaine à Dijon

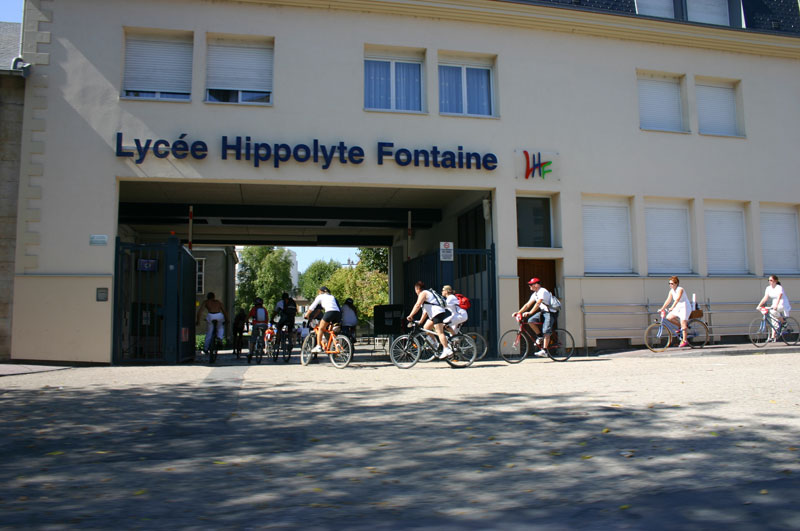

En 1930, le groupe de Côte-d'Or de la Société des anciens élèves des Arts et Métiers demande à la municipalité de nommer « École Hippolyte-Fontaine » l'école pratique de commerce et d'industrie de Dijon et d'ériger un buste du savant dans l'une des cours de l'école.
Dans sa séance du 3 août 1932, le Conseil municipal accède à ces deux demandes et soumet le projet de dénomination au ministre de l'éducation nationale. Par décret du 1er septembre 1932, le ministre de l'Éducation nationale attribue la dénomination « École Hippolyte-Fontaine » à l'école pratique de commerce et d'industrie de garçons de Dijon. Son buste est inauguré le 5 novembre 1933.
L'école pratique de commerce et d'industrie de Dijon est devenue Lycée technique en 1959 et Lycée polyvalent en 1987.